# ناحية قسطل معاف
ناحية قسطل معاف إحدى نواحي سوريا تتبع إداريّاً لمحافظة اللاذقية منطقة اللاذقية ومركزها بلدة قسطل معاف، بلغ تعداد سكان الناحية 30,959 نسمة حسب التعداد السكاني لعام 2004.

## بلدات وقرى ناحية قسطل معاف
البدروسية، بللورة (بللوران)، بيت عوان، الدفلة (قره طاطا)، الضامات، الفلاح (قره فلاح)، الغسانية (كشيش)، الحراجية (قرة جالية، العيسوية (عيسى بكلي)، المزرعة، قسطل معاف، الريانة (الشامرلية)، السرايا، الشيخ حسن (فاقي حسن)، الصوانيق (باطاش، أم الطيور (طرنجة)، زغرين، زنزف، زيتونة (زيتونجوك).